# Acide biliaire
 (décembre 2008).
Les acides biliaires (également connus sous le nom de sels biliaires) sont formés par des dérivés du cholestérol et par des stéroïdes acides sécrétés par le foie et se trouvent principalement dans la bile des mammifères.
Ils permettent la fragmentation des gros globules de lipides alimentaires, conduisant ainsi à la formation de microgoutelettes. Cette émulsion facilite alors la digestion des lipides par la lipase pancréatique.
Leur deuxième rôle est d'inhiber (par effet antiseptique voire antibiotique) la prolifération de bactéries de la flore intestinale dans l'intestin grêle (voir l'appareil digestif). Les bactéries inhibées sont en général des Gram + sauf les Enterococcus.
Chez l'homme, l'acide taurocholique et l'acide glycocholique (dérivés de l'acide cholique) représentent environ 80 % de tous les acides biliaires. Les deux principaux acides biliaires sont l'acide cholique et l'acide chénodésoxycholique. Leur glycine et leur taurine, ainsi que leurs dérivés de 7-alpha-déshydroxylé (acide désoxycholique et acide lithocholique (en)) se trouvent dans la bile intestinale humaine. Une augmentation de l'écoulement de la bile est corrélée à une augmentation de la sécrétion d'acides biliaires. Les acides biliaires ont comme fonction principale de faciliter la formation de micelles, ce qui favorise l'absorption des graisses alimentaires.

## Production et sécrétion
Les acides biliaires sont produits dans le foie par l'oxydation du cholestérol. Ils sont conjugués avec de la taurine ou de la glycine, ou encore avec un sulfate ou un glucuronide, et sont ensuite stockés dans la vésicule biliaire. Les acides biliaires ont également pour but de briser les graisses. Lors d'un repas contenant des matières grasses, le contenu de la vésicule biliaire est sécrété dans l'intestin. Chez l'homme, l'étape limitant le taux est l'ajout d'un groupe hydroxyle sur la position 7 du noyau stéroïde par la cholestérol 7-alpha hydroxylase. Les acides biliaires ont de multiples fonctions, notamment : l'élimination du cholestérol de l'organisme ; faire que le flux de bile va éliminer des catabolites du foie, des lipides émulsifiants et des vitamines liposolubles dans l'intestin ; aider à la réduction de la flore de bactéries trouvé dans l'intestin grêle et les voies biliaires.
Le terme acides biliaires se réfère à la forme conjuguée. Dans le milieu alcalin du duodénum, les acides biliaires peuvent devenir des sels biliaires à la suite de la baisse de pH et du pKa des acides. Sels biliaires se réfère à la forme ionique de la sécrétion d'acides biliaires.
La synthèse des acides biliaires est un important consommateur de cholestérol chez la plupart des espèces (autres que les humains). Le corps produit environ 800 mg de cholestérol par jour et près de la moitié est utilisée pour la synthèse des acides biliaires. Au total, environ 20-30 grammes d'acides biliaires sont sécrétées dans l'intestin par jour ; environ 90 % de l'excrétion d'acides biliaires sont réabsorbés (par transport actif dans l'iléon) et recyclés. On parle alors de la circulation entérohépatique. La bile est également utilisée pour briser la graisse dans de minuscules gouttelettes. La bile d'animaux tués peut servir à faire du savon.

## Différents types chimiques
Les sels biliaires constituent une grande famille de molécules. Ces dernières sont composées d'une structure stéroïde à quatre cycles, de cinq ou huit carbones, d'un acide carboxylique qui met fin à la chaîne, et de groupements hydroxyle. Les quatre anneaux sont marqués de gauche à droite : A, B, C et D, le D-anneau est plus petit d'un carbone que les trois autres. Les groupes hydroxyles ont le choix d'être en 2 positions, l'une (ou les) appelée bêta, ou vers le bas, appelée alpha. Tous les acides biliaires ont un groupe hydroxyle sur la position 3, qui a été dérivée de la molécule mère, le cholestérol. Dans le cholestérol, les 4 anneaux de stéroïdes sont plats et la position de la 3-hydroxy est bêta.
Dans de nombreuses espèces, la première étape dans la formation d'un acide biliaire est l'ajout d'un groupe 7-alpha-hydroxy. La suite, dans la transformation à partir du cholestérol d'un acide biliaire, est la jonction entre les deux premiers anneaux stéroïdes (A et B), qui est modifiée, ce qui rend la molécule courbée, et dans ce processus, le 3-hydroxy est converti à l'orientation alpha. Ainsi, la valeur par défaut la plus simple des acides biliaires (de 24 atomes de carbone) présente deux groupes hydroxyles dans les positions 3-alpha et 7-alpha. Le nom chimique de ce composé est de 3-alpha-alpha, acide 7-dihydroxy-5-beta-cholane-24-OCI, ou comme il est connu sous le nom d'acide chénodésoxycholique. Cette bile acide a été isolée pour la première fois de l'oie domestique.

acide cholique
Acide chénodésoxycholique
acide glycocholique
acide taurocholique
acide désoxycholique

Un autre des acides biliaires, l'acide cholique (avec 3 groupes hydroxyles) a déjà été décrit, de sorte que la découverte de l'acide chénodésoxycholique (avec 2 groupes hydroxyles) fait du nouvel acide biliaire un "acide désoxycholique" car il avait un groupe hydroxyle de moins que l'acide cholique. La partie 5-bêta du nom indique l'orientation de la jonction entre les anneaux A et B du noyau stéroïde (dans ce cas, ils sont courbés). Le terme "cholane" désigne une structure stéroïde de 24 atomes de carbone, et le "24-OCI acide" indique que l'acide carboxylique est trouvé à la position 24, qui se situe à la fin de la chaîne latérale. L'acide chénodésoxycholique est produit par de nombreuses espèces, et est une forme tout à fait fonctionnelle d'acides biliaires. Son principal inconvénient réside dans la capacité des bactéries intestinales à supprimer le groupe hydroxyle 7-alpha, un processus appelé déshydroxylation. L'acide biliaire ne disposant que d'un 3-alpha et d'un groupe hydroxyle est appelé acide lithocholique (à cause de la pierre lithographique). Il est peu soluble dans l'eau et non toxique pour les cellules. Les acides biliaires formés par synthèse dans le foie sont qualifiées de "primaires", et de ceux formés par les bactéries sont qualifiées de "secondaires". En conséquence, l'acide chénodésoxycholique est un acide biliaire primaire, et l'acide lithocholique est un acide biliaire secondaire.

## Régulation
Comme les agents de surface ou les détergents, les acides biliaires sont relativement toxiques pour les cellules et leur niveau est étroitement régulé. Elles fonctionnent directement en tant que molécules de signalisation dans le foie et l'intestin par activation d'un récepteur nucléaire connu sous le nom de FXR (également connu sous le nom de gènes NR1H4). Il en résulte l'inhibition de la synthèse des acides biliaires dans le foie lorsque leurs niveaux sont trop élevés.

## Signification et intérêt clinique
Étant donné que les acides biliaires sont fabriqués à partir de cholestérol endogène, un moyen d'abaisser le taux de cholestérol est de bloquer la circulation entérique des acides biliaires. C'est le mécanisme d'action des séquestrants des acides biliaires. Les séquestrants des acides biliaires se lient aux acides biliaires dans l'intestin, empêchant leur réintégration. Ainsi l'organisme synthétise de nouveaux acides biliaires en puisant dans les réserves de cholestérol. Les séquestrants des acides biliaires sont ensuite excrétés dans les fèces.

## Utilisations

### Utilisation de la toxicité sur les étoiles de mer
Un gel de sels de sucrose-Thiosulfate-citrate biliaires a été utilisé pour lutter contre les éclosions d'étoile de mer Acanthaster planci là où elles sont devenues une menace pour les récifs coralliens. Une simple injection tue l'animal en 24 heures, après des symptômes qui sont "une peau décolorée et nécrotique, des ulcérations, une perte de turgescence, une accumulation de mucus incolore sur de nombreuses épines (surtout à leur extrémité), et la perte d'épines. Ce produit traverse la surface de la peau et provoque de grandes plaies ouvertes qui exposent les organes internes. Ces plaies semblent liée à une infection par des Vibrio, symbiotes de l'espèce mais qui se mettent à pulluler. Cette maladie induite par l'injection est contagieuse pour les autres étoiles de mer de la même espèce.
C'est le poison qui a été choisi pour permettre à un robot subaquatique ("RangerBot", cofinancé par Google et présenté en aout 2018) pour tuer par injection dans les récifs coralliens les Acanthaster planci (une espèce invasive d'étoile de mer qui tue les coraux).

### Utilisation dans les milieux de culture en microbiologie
La bile et les sels biliaires sont utilisés depuis longtemps dans les milieux de culture de bactériologie : ce sont des inhibiteurs de nombreuses bactéries Gram + (sauf Enterococcus) et rendent sélectifs les milieux où ils sont incorporés comme gélose Drigalski, gélose SS, gélose Hektoen, … utilisées pour l'isolement des Gram - ou la gélose BEAA (Bile Esculine Azide Agar) milieu d'isolement des Enterococcus)… L'effet sélectif dépend de la composition des sels biliaires utilisés et de leur concentration : il existe deux sortes de géloses Mac Conkey avec des sels biliaires n° 1 ou n°3, les premiers étant moins inhibiteurs…